# Turestorpsö

Turestorpsö är en halvö i Havgårdssjön i Svedala kommun. På halvön, som tidigare var en ö, ligger lämningarna av Turestorps borg. 
I slutet av 1300-talet beboddes borgen av Tuve Galen som var hövitsman i Skåne och dansk riksmarsk och på 1370-talet tillhörde en av de mäktigaste ätterna i Danmark. Då Tuve Galen var kungens ställföreträdare i Skåne, torde Skånes politiska centrum vid den tiden ha legat vid Börringe- och Havgårdssjöarna. 1382 fick borgen utstå en belägring och intogs. Egendomen köptes senare av drottning Margareta som skänkte den till Lunds domkyrka då borgen övergavs. Borgen förföll därefter och användes som stenbrott varur tegel skeppades bl.a. till bygget av Sankt Petri kyrka i Malmö. På de höga borgkullarna finns fortfarande tydliga spår kvar av lämningar från borganläggningen.